# Oeganda (1962-1963)
Van 1962 tot 1963 was Oeganda of Uganda een onafhankelijk land binnen het Gemenebest van Naties met de Britse koningin Elizabeth II als staatshoofd (een Commonwealth realm). Het land ontstond op 9 oktober 1962 toen het Britse Protectoraat Oeganda onafhankelijk werd. Ten tijde van de monarchie was Milton Obote de premier en werd de Britse koningin in haar rol vertegenwoordigd door de gouverneur-generaal Walter Fleming Coutts. Het land had een federale structuur en bestond uit de deelkoninkrijken Ankole, Boeganda, Bunyoro-Kitara, Busoga en Toro.
Precies een jaar na de onafhankelijkheid, op 9 oktober 1963, werd, met de aanname van een nieuwe grondwet, de monarchie afgeschaft en de Soevereine Staat Oeganda uitgeroepen. De facto werd Oeganda hiermee een republiek met Edward Mutesa II, die tevens kabala (koning) van Boeganda was, als president. De jure werd de term republiek echter nog niet gebruikt omdat Oeganda formeel een federatie van koninkrijken was. Na een conflict tussen Edward Mutesa II en Milton Obote in 1966 werden de traditionele koninkrijken in 1967 (tijdelijk) opgeheven en kreeg het land de officiële benaming Republiek Oeganda. 